# Lijst van voetbalinterlands Lesotho - Namibië
Deze lijst van voetbalinterlands is een overzicht van alle officiële voetbalwedstrijden tussen de nationale teams van Lesotho en Namibië. De landen hebben tot op heden vijftien keer tegen elkaar gespeeld. De eerste ontmoeting, een vriendschappelijke wedstrijd, vond plaats op 1 augustus 1992 in Maseru. Het laatste duel, een groepswedstrijd tijdens de COSAFA Cup 2025, werd gespeeld in Bloemfontein (Zuid-Afrika) op 10 juni 2025.

## Wedstrijden
| №  | Plaats         | Datum           | Competitie                                        | Wedstrijd         | Uitslag |
| -- | -------------- | --------------- | ------------------------------------------------- | ----------------- | ------- |
| 1  | Maseru         | 1 augustus 1992 | Vriendschappelijk                                 | Lesotho − Namibië | 2 − 0   |
| 2  | Maseru         | 2 augustus 1992 | Vriendschappelijk                                 | Lesotho − Namibië | 2 − 2   |
| 3  | Maseru         | 1 november 1997 | Vriendschappelijk                                 | Lesotho − Namibië | 2 − 1   |
| 4  | Maseru         | 7 februari 1999 | COSAFA Cup 1999                                   | Lesotho − Namibië | 1 − 0   |
| 5  | Manzini        | 5 januari 2001  | Vriendschappelijk                                 | Lesotho − Namibië | 0 − 1   |
| 6  | Maseru         | 19 maart 2005   | Vriendschappelijk                                 | Lesotho − Namibië | 1 − 2   |
| 7  | Gaborone       | 29 juli 2007    | COSAFA Cup 2007                                   | Namibië − Lesotho | 3 − 2   |
| 8  | Secunda        | 22 juli 2008    | COSAFA Cup 2008                                   | Lesotho − Namibië | 1 − 1   |
| 9  | Windhoek       | 31 oktober 2011 | Vriendschappelijk                                 | Namibië − Lesotho | 0 − 0   |
| 10 | Phokeng        | 1 juli 2017     | COSAFA Cup 2017                                   | Namibië − Lesotho | 0 − 0   |
| 11 | Windhoek       | 27 maart 2018   | Vriendschappelijk                                 | Namibië − Lesotho | 2 − 1   |
| 12 | Port Elizabeth | 1 juli 2024     | COSAFA Cup 2024                                   | Namibië − Lesotho | 2 − 1   |
| 13 | Bloemfontein   | 26 oktober 2024 | African Championship of Nations 2024 kwalificatie | Lesotho − Namibië | 1 − 0   |
| 14 | Bloemfontein   | 3 november 2024 | African Championship of Nations 2024 kwalificatie | Namibië − Lesotho | 1 − 0   |
| 15 | Bloemfontein   | 10 juni 2025    | COSAFA Cup 2025                                   | Namibië − Lesotho | 3 – 0   |

## Samenvatting
| Competitie                                   | Totaal gespeeld | Winst Lesotho | Gelijk | Winst Namibië | Doelsaldo Lesotho – Namibië |
| -------------------------------------------- | --------------- | ------------- | ------ | ------------- | --------------------------- |
| African Championship of Nations-kwalificatie | 2               | 1             | 0      | 1             | 1 − 1                       |
| COSAFA Cup                                   | 6               | 1             | 2      | 3             | 5 − 9                       |
| Vriendschappelijk                            | 7               | 2             | 2      | 3             | 8 − 8                       |
| Totaal                                       | 15              | 4             | 4      | 7             | 14 − 18                     |

LFA · 
Lesothaans vrouwenelftal
Interlands
Tegenstander:
Algerije ·
Angola ·
Benin ·
Botswana ·
Burkina Faso ·
Burundi ·
Centraal-Afrikaanse Republiek ·
Comoren ·
Congo-Kinshasa ·
Ethiopië ·
Gabon ·
Gambia ·
Ghana ·
Guinee ·
Ivoorkust ·
Kaapverdië ·
Kameroen ·
Kenia ·
Laos ·
Liberia ·
Libië ·
Madagaskar ·
Malawi ·
Maleisië ·
Marokko ·
Mauritanië ·
Mauritius ·
Mozambique ·
Myanmar ·
Namibië ·
Niger ·
Nigeria ·
Oeganda ·
Rwanda ·
Sao Tomé en Principe ·
Senegal ·
Seychellen ·
Sierra Leone ·
Soedan ·
Swaziland ·
Tanzania ·
Togo ·
Zambia ·
Zimbabwe ·
Zuid-Afrika
NFA · 
Namibisch vrouwenelftal
1990 – 1999 ·
2000 – 2009 ·
2010 – 2019 ·
2020 − 2029
1990 · 
1991 · 
1992 · 
1993 · 
1994 · 
1995 · 
1996 · 
1997 · 
1998 · 
1999 · 
2000 · 
2001 · 
2002 · 
2003 · 
2004 · 
2005 · 
2006 · 
2007 · 
2008 · 
2009 · 
2010 · 
2011 · 
2012 · 
2013 · 
2014 ·
2015 ·
2016 ·
2017 ·
2018 ·
2019 ·
2020 ·
2021 ·
2022 ·
2023
Algerije ·
Angola ·
Benin ·
Botswana ·
Burkina Faso ·
Burundi ·
Comoren ·
Congo-Brazzaville ·
Congo-Kinshasa ·
Djibouti ·
Egypte ·
Equatoriaal-Guinea ·
Eritrea ·
Ethiopië ·
Gabon ·
Gambia ·
Ghana ·
Guinee ·
Guinee-Bissau ·
India ·
Ivoorkust ·
Kameroen ·
Kenia ·
Lesotho ·
Libanon ·
Liberia ·
Libië ·
Madagaskar ·
Malawi ·
Mali ·
Marokko ·
Mauritius ·
Mozambique ·
Niger ·
Nigeria ·
Oeganda ·
Rwanda ·
Saoedi-Arabië ·
Sao Tomé en Principe ·
Senegal ·
Seychellen ·
Swaziland ·
Tanzania ·
Togo ·
Tsjaad ·
Tunesië ·
Zambia ·
Zimbabwe ·
Zuid-Afrika